# Řeka svaté Kláry
Řeka svaté Kláry (anglicky St. Clair River) je řeka v Severní Americe v systému Velkých jezer. Tvoří hranici mezi Kanadou (Ontario) a USA (Michigan). Je 43 km dlouhá.

## Průběh toku
Odtéká z Huronského jezera a ústí do jezera svaté Kláry.

## Vodní stav
Průměrný průtok vody je 5 270   m³/s.

## Využití
Řeka je hlavní součástí vodní cesty po Velkých jezerech. Při odtoku z Huronského jezera leží města Port Huron (USA) a Sarnia (Kanada).